# Barbara Schett

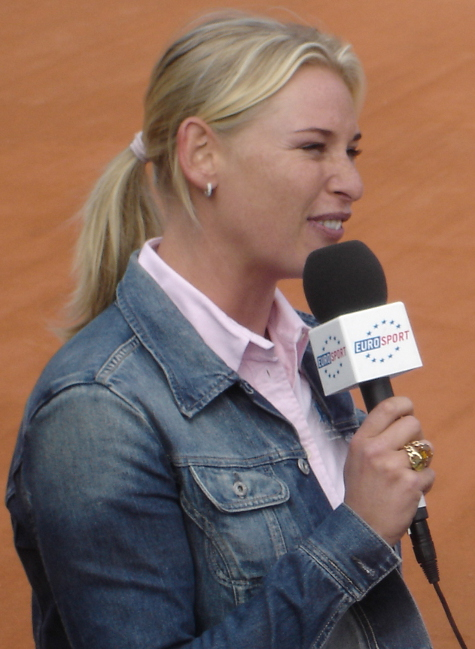
Roland Garros 2006

Barbara Schett-Eagle (Innsbruck, 10 maart 1976) is een voormalig professioneel tennisspeelster uit Oostenrijk. Haar ITF-titel en haar drie WTA-enkelspeltitels won ze alle op gravel.

## Loopbaan

### Enkelspel
Schett werd in september 1990 met een wildcard toegelaten tot de kwalificaties van het WTA-toernooi van Kitzbühel, toen het toernooi na zes jaren van stilstand weer tot leven werd gebracht. Haar eerste optreden op het WTA-circuit was evenwel geen succes. Het jaar erop mocht ze in Kitzbühel meedoen in het hoofdtoernooi, maar weer verloor ze in de eerste ronde, van de Nederlandse Nicole Jagerman.
In 1992 stond ze voor het eerst in de finale van een ITF-toernooi, in Saragossa. Ze won de titel, door de Spaanse Eva Jiménez Sanz te verslaan. Het bleef bij die ene ITF-titel. In 1994 verlegde ze haar nadruk van ITF- naar WTA-toernooien; in dat jaar nam ze ook voor het eerst deel aan grandslamtoernooien.
In 1996 stond Schett voor het eerst in een WTA-finale, op het toernooi van Palermo. Ze wist de Duitse Sabine Hack te verslaan, en veroverde daarmee haar eerste WTA-titel. Het jaar erop won ze het WTA-toernooi van Maria Lankowitz (door finalewinst van de Slowaakse Henrieta Nagyová). In 1998 ging de titel in Palermo net aan haar neus voorbij, doordat ze de finale verloor van de Zwitserse Patty Schnyder. Schett nam in 2000 revanche op Schnyder in de strijd om de titel op het WTA-toernooi van Klagenfurt. Na deze derde WTA-titel volgden geen andere; Schett verlegde haar focus naar het dubbelspel.
Haar beste resultaat op de grandslamtoernooien is het bereiken van de kwartfinale op de US Open in 1999. Haar hoogste positie op de WTA-ranglijst is de zevende plaats, die ze bereikte in september 1999. Daarmee is ze de hoogst geklasseerde Oostenrijkse tennisspeelster ooit.

### Vrouwendubbelspel
In 1991 nam Schett voor het eerst deel aan een ITF-dubbelspeltoernooi, in Klagenfurt, samen met landgenote Ulrike Priller; ze bereikten de tweede ronde. Ook in het dubbelspel verlegde ze al snel haar aandacht naar de WTA-toernooien. In 1996 stond ze (samen met de Slowaakse Janette Husárová) voor het eerst in een dubbelspelfinale, op het WTA-toernooi van Palermo. Ze kaapten de titel weg voor de neus van Florencia Labat en Barbara Rittner. In totaal won Schett tien WTA-titels.
Haar beste resultaat op de grandslamtoernooien is het bereiken van de halve finale, voor het eerst op de US Open in 1999, dan eenmaal op de Australian Open in 2000, en nogmaals op de US Open in 2004. Haar hoogste positie op de WTA-ranglijst is de achtste plaats, die ze bereikte in januari 2001.

### Gemengd dubbelspel
Schett bereikte eenmaal de finale van een grandslamtoernooi, op de Australian Open in 2001, samen met de Australiër Joshua Eagle. In het jaar ervoor had ze samen met Stefan Koubek al hun dubbelspelpartijen van de Hopman Cup gewonnen. Door enkele verloren enkelspelpartijen werd het Oostenrijkse team tweede in hun groep, en ging daardoor niet naar de finale.

### Na Schett's tenniscarrière
Na afloop van de Australian Open 2005 beëindigde Schett haar actieve tennisloopbaan. Later dat jaar ontving zij uit handen van de Oostenrijkse bondspresident Heinz Fischer het zilveren Ereteken van Verdienste. Zij is sindsdien tennisjournaliste en interviewster voor de Europese commerciële tv-zender Eurosport en de Oostenrijks-Duitse commerciële tv-zender ServusTV. Daarnaast wordt ze door verschillende toernooien, zoals het ATP-toernooi van Kitzbühel en ATP-toernooi van Hamburg ingehuurd als interviewster.
Op 6 juli 2007 trad Schett in het huwelijk met voormalig Australisch tennisprof Joshua Eagle en heet voortaan Barbara Schett-Eagle. Op 28 april 2009 kregen zij een zoon.

## Posities op deWTA-ranglijst
Positie per einde seizoen:
| jaar | rang enkelspel | rang dubbelspel |
| ---- | -------------- | --------------- |
| 1991 | 753            | –               |
| 1992 | 288            | 590             |
| 1993 | 136            | 701             |
| 1994 | 100            | –               |
| 1995 | 83             | 216             |
| 1996 | 32             | 56              |
| 1997 | 38             | 68              |
| 1998 | 23             | 24              |
| 1999 | 8              | 34              |
| 2000 | 23             | 12              |
| 2001 | 21             | 18              |
| 2002 | 40             | 26              |
| 2003 | 79             | 37              |
| 2004 | 88             | 19              |

## Palmares
| Legenda                | Legenda                  |
| ---------------------- | ------------------------ |
| Grandslamtoernooi      |                          |
| Olympische Spelen      |                          |
| Year-End Championships |                          |
| tot 2009               | 2009 – 2020 / vanaf 2021 |
| Tier I                 | Premier Mandatory        |
| Tier II                | Premier Five / WTA 1000  |
| Tier III               | Premier / WTA 500        |
| Tier IV & V            | International / WTA 250  |
|                        | Challenger / WTA 125     |

### WTA-finaleplaatsen enkelspel
| nr.              | finale     | toernooi            | ondergrond | tegenstandster    | score          |         |
| ---------------- | ---------- | ------------------- | ---------- | ----------------- | -------------- | ------- |
| gewonnen finales |            |                     |            |                   |                |         |
| 1.               | 1996-07-21 | WTA Palermo         | gravel     | Sabine Hack       | 6-3, 6-3       | details |
| 2.               | 1997-08-03 | WTA Maria Lankowitz | gravel     | Henrieta Nagyová  | 3-6, 6-2, 6-3  | details |
| 3.               | 2000-07-16 | WTA Klagenfurt      | gravel     | Patty Schnyder    | 5-7, 6-4, 6-4  | details |
| verloren finales |            |                     |            |                   |                |         |
| 1.               | 1998-07-19 | WTA Palermo         | gravel     | Patty Schnyder    | 1-6, 7-5, 2-6  | details |
| 2.               | 1998-08-16 | WTA Boston          | hardcourt  | Mariaan de Swardt | 6-3, 64-7, 5-7 | details |
| 3.               | 1999-10-24 | WTA Moskou          | tapijt (i) | Nathalie Tauziat  | 6-2, 4-6, 1-6  | details |

### WTA-finaleplaatsen vrouwendubbelspel
| nr.              | finale     | toernooi          | partner                 | tegenstandsters                            | score          |         |
| ---------------- | ---------- | ----------------- | ----------------------- | ------------------------------------------ | -------------- | ------- |
| gewonnen finales |            |                   |                         |                                            |                |         |
| 1.               | 1996-07-21 | WTA Palermo       | Janette Husárová        | Florencia Labat Barbara Rittner            | 6-1, 6-2       | details |
| 2.               | 1997-07-20 | WTA Palermo       | Silvia Farina           | Florencia Labat Mercedes Paz               | 2-6, 6-1, 6-4  | details |
| 3.               | 1998-05-03 | WTA Hamburg       | Patty Schnyder          | Martina Hingis Jana Novotná                | 7-6, 3-6, 6-3  | details |
| 4.               | 1999-01-10 | WTA Auckland      | Silvia Farina           | Seda Noorlander Marlene Weingärtner        | 6-2, 7-62      | details |
| 5.               | 2001-01-13 | WTA Sydney        | Anna Koernikova         | Lisa Raymond Rennae Stubbs                 | 6-2, 7-5       | details |
| 6.               | 2002-05-05 | WTA Hamburg       | Martina Hingis          | Daniela Hantuchová Arantxa Sánchez Vicario | 6-1, 6-1       | details |
| 7.               | 2003-02-09 | WTA Parijs        | Patty Schnyder          | Marion Bartoli Stéphanie Cohen-Aloro       | 2-6, 6-2, 7-65 | details |
| 8.               | 2004-02-15 | WTA Parijs        | Patty Schnyder          | Silvia Farina-Elia Francesca Schiavone     | 6-3, 6-2       | details |
| 9.               | 2004-05-02 | WTA Boedapest     | Petra Mandula           | Virág Németh Ágnes Szávay                  | 6-3, 6-2       | details |
| 10.              | 2004-08-08 | WTA Stockholm     | Alicia Molik            | Emmanuelle Gagliardi Anna-Lena Grönefeld   | 6-3, 6-3       | details |
| verloren finales |            |                   |                         |                                            |                |         |
| 1.               | 1996-11-03 | WTA Moskou        | Silvia Farina           | Natalia Medvedeva Larisa Neiland           | 6-7, 6-4, 1-6  | details |
| 2.               | 1998-04-12 | WTA Amelia Island | Patty Schnyder          | Sandra Cacic Mary Pierce                   | 6-7, 6-4, 6-7  | details |
| 3.               | 1998-07-18 | WTA Palermo       | Patty Schnyder          | Pavlina Stoyanova Elena Pampoulova         | 4-6, 2-6       | details |
| 4.               | 1999-04-04 | WTA Hilton Head   | Patty Schnyder          | Jelena Lichovtseva Jana Novotná            | 1-6, 4-6       | details |
| 5.               | 2000-07-16 | WTA Klagenfurt    | Patty Schnyder          | Laura Montalvo Paola Suárez                | 65-7, 1-6      | details |
| 6.               | 2000-10-08 | WTA Filderstadt   | Arantxa Sánchez Vicario | Martina Hingis Anna Koernikova             | 4-6, 2-6       | details |
| 7.               | 2001-01-06 | WTA Auckland      | Emmanuelle Gagliardi    | Alexandra Fusai Rita Grande                | 64-7, 3-6      | details |
| 8.               | 2003-01-10 | WTA Hobart        | Patricia Wartusch       | Cara Black Jelena Lichovtseva              | 5-7, 61-7      | details |
| 9.               | 2004-01-16 | WTA Hobart        | Els Callens             | Shinobu Asagoe Seiko Okamoto               | 6-2, 4-6, 3-6  | details |

### Gewonnen ITF-toernooien enkelspel
| nr. | finale     | toernooi  | ondergrond | dotatie  | tegenstandster in finale | score    |
| --- | ---------- | --------- | ---------- | -------- | ------------------------ | -------- |
| 1.  | 1992-03-22 | Saragossa | gravel     | $ 10.000 | Eva Jiménez Sanz         | 6-4, 6-4 |

## Resultaten grandslamtoernooien
| Legenda | Legenda                          |
| ------- | -------------------------------- |
| g.t.    | geen toernooi gehouden           |
| l.c.    | lagere categorie                 |
| –       | niet deelgenomen                 |
| G       | uitgeschakeld in de groepsfase   |
| 1R      | uitgeschakeld in de eerste ronde |
| 2R      | uitgeschakeld in de tweede ronde |
| 3R      | uitgeschakeld in de derde ronde  |
| 4R      | uitgeschakeld in de vierde ronde |
| KF      | uitgeschakeld in de kwartfinale  |
| HF      | uitgeschakeld in de halve finale |
| F       | de finale verloren               |
| W       | het toernooi gewonnen            |
| w-v     | winst/verlies-balans             |

### Enkelspel
| Toernooi        | 1994 | 1995 | 1996 | 1997 | 1998 | 1999 | 2000 | 2001 | 2002 | 2003 | 2004 | 2005 |
| --------------- | ---- | ---- | ---- | ---- | ---- | ---- | ---- | ---- | ---- | ---- | ---- | ---- |
| Australian Open | –    | 1R   | 4R   | 3R   | 4R   | 4R   | 4R   | 3R   | 3R   | 1R   | 2R   | 2R   |
| Roland Garros   | 1R   | 1R   | 1R   | 1R   | 1R   | 3R   | 4R   | 4R   | 2R   | 3R   | 1R   | –    |
| Wimbledon       | 1R   | –    | 2R   | 2R   | 2R   | 4R   | 1R   | 3R   | 2R   | 2R   | 1R   | –    |
| US Open         | 1R   | 1R   | 2R   | 2R   | 3R   | KF   | 2R   | 4R   | 2R   | 2R   | 1R   | –    |

### Vrouwendubbelspel
| Toernooi        | 1995 | 1996 | 1997 | 1998 | 1999 | 2000 | 2001 | 2002 | 2003 | 2004 | 2005 |
| --------------- | ---- | ---- | ---- | ---- | ---- | ---- | ---- | ---- | ---- | ---- | ---- |
| Australian Open | –    | –    | 1R   | 1R   | 3R   | HF   | KF   | 2R   | 1R   | 2R   | 1R   |
| Roland Garros   | –    | –    | –    | KF   | 3R   | KF   | KF   | 3R   | KF   | 3R   | –    |
| Wimbledon       | –    | –    | 1R   | 1R   | 1R   | 3R   | 1R   | 3R   | 1R   | 3R   | –    |
| US Open         | 1R   | 1R   | 1R   | KF   | HF   | KF   | 2R   | 1R   | 2R   | HF   | –    |

### Gemengd dubbelspel
| Toernooi        | 1998 |    | 2000 | 2001 | 2002 | 2003 | 2004 | 2005 |
| --------------- | ---- | -- | ---- | ---- | ---- | ---- | ---- | ---- |
| Australian Open | –    | –  | F    | 1R   | 2R   | –    | 1R   |      |
| Roland Garros   | –    | –  | 1R   | 2R   | 2R   | –    | –    |      |
| Wimbledon       | 2R   | HF | 1R   | 3R   | 2R   | KF   | –    |      |
| US Open         | –    | KF | 2R   | –    | –    | 1R   | –    |      |